# Келереров центрантус
Келереровите центрантуси (Centranthus kellereri) са вид растения от семейство Бъзови (Caprifoliaceae).
Ендемит са за България, където се срещат само в две ограничени местности – в създадената специално за тяхното опазване защитена местност „Веждата“ в Западна Стара планина и в циркуса „Бански суходол“ в Пирин. Видът е наречен на работилия дълго време в България австрийски градинар Йохан Келерер (1859 – 1938).